# 婚情咨商
《婚情咨商》（英語：State of the Union）是一部由裴淳华和克里斯·奥多德共同主演的英国短篇电视喜剧系列。剧集由尼克·霍恩比执笔，斯蒂芬·弗里尔斯执导，于2019年5月6日至10日在圣丹斯即刻平台上线，并于2019年5月6日至17日在圣丹斯电视频道播出。

## 概要
每周婚姻咨疗前，目前分居的汤姆和露易丝都会在伦敦西南的一家维多利亚式酒吧里提前碰头，试图理清他们待会准备和咨商师探讨的议题与矛盾。伴随着每周十来分钟的「会前谈话」，我们将一步步拼凑出两人曾经的模样，慢慢了解是什么让他们走到一起，又是什么让他们的婚姻落到现在这个地步。

## 主演

### 第一季
- 裴淳华 饰演 露易丝（Louise），出轨的英国妻子
- 克里斯·奥多德 饰演 汤姆（Tom），失业的爱尔兰丈夫

### 第二季
- 布蘭頓·葛利森 飾演 史考特（Scott）
- 派翠西娅·克拉克森 飾演 艾倫（Ellen）

## 剧集
| 集数 | 標題                           | 導演            | 編劇        | 圣丹斯即刻 上线日期 | 圣丹斯电视 首播日期 | 美国收視人數 （百萬） |
| --- | ------------------------------ | --------------- | ----------- | ------------------- | ------------------- | --------------------- |
| 1 | 马拉松 Marathon                | 斯蒂芬·弗里尔斯 | 尼克·霍恩比 | 2019年5月6日        | 2019年5月6日        | 待定                  |
| 露易丝和汤姆在酒吧里为他们的第一次婚姻咨商做着准备。 汤姆：“所以咱俩相当于马拉松？”                                                       |                                |                 |             |                     |                     |                       |
| 2 | 古董地球仪 Antique Globes      | 斯蒂芬·弗里尔斯 | 尼克·霍恩比 | 2019年5月6日        | 2019年5月7日        | 待定                  |
| 汤姆保证这次会从头参与这周的婚姻咨商。 露易丝：“那你下面一定跟有俩古董地球仪似的。”                                                       |                                |                 |             |                     |                     |                       |
| 3 | 叙利亚 Syria                   | 斯蒂芬·弗里尔斯 | 尼克·霍恩比 | 2019年5月7日        | 2019年5月8日        | 待定                  |
| 汤姆和露易丝探讨他们在亲密关系中所遗失的激情。 露易丝：“你绝对不是一个早上起来跳下床、因为不住在叙利亚而满心欢喜的人。”                   |                                |                 |             |                     |                     |                       |
| 4 | 石膏 Plaster Cast              | 斯蒂芬·弗里尔斯 | 尼克·霍恩比 | 2019年5月7日        | 2019年5月9日        | 待定                  |
| 汤姆麻烦露易丝帮他在婚姻咨商师面前圆个谎。 露易丝：“你为什么要给自己的手臂套上假石膏？”                                                   |                                |                 |             |                     |                     |                       |
| 5 | 普通斜坡 Normal Slope          | 斯蒂芬·弗里尔斯 | 尼克·霍恩比 | 2019年5月8日        | 2019年5月10日       | 待定                  |
| 汤姆和露易丝经历了一次糟糕的婚姻咨商，这可能会是两人关系滑坡的开始。 汤姆：“嗯，就那种可以让我随意上上下下的普通斜坡。”                   |                                |                 |             |                     |                     |                       |
| 6 | 奈吉尔和娜奥米 Nigel and Naomi | 斯蒂芬·弗里尔斯 | 尼克·霍恩比 | 2019年5月8日        | 2019年5月13日       | 待定                  |
| 汤姆为露易丝做出一次努力尝试。 汤姆：“谁是娜奥米？……你可不会对科林·费斯、罗杰·费德勒或奈吉尔·肯尼迪嗤之以鼻。”                            |                                |                 |             |                     |                     |                       |
| 7 | 呼叫助产士 Call the Midwife    | 斯蒂芬·弗里尔斯 | 尼克·霍恩比 | 2019年5月9日        | 2019年5月14日       | 待定                  |
| 露易丝坦诚她为汤姆的失业状况感到难堪。 露易丝：“我只是在你聊到《呼叫助产士》时才打断你，因为你的吐槽总是没完没了。”                       |                                |                 |             |                     |                     |                       |
| 8 | 海豚 Dolphins                  | 斯蒂芬·弗里尔斯 | 尼克·霍恩比 | 2019年5月9日        | 2019年5月15日       | 待定                  |
| 露易丝和汤姆回想他们当初为什么以及是怎样在一起的。 汤姆：“好吧，也许这就是婚后性事的变化轨迹——绕着礁石看海豹，然后回家……海豚或其他什么。” |                                |                 |             |                     |                     |                       |
| 9 | 监狱性爱 Prison Sex            | 斯蒂芬·弗里尔斯 | 尼克·霍恩比 | 2019年5月10日       | 2019年5月16日       | 待定                  |
| 露易丝和汤姆探讨两人关系里的一处新突破。 汤姆：“说到刚才讲的‘监狱性爱’，我会是因为什么进的监狱？”                                         |                                |                 |             |                     |                     |                       |
| 10 | 再喝一杯 Another Drink         | 斯蒂芬·弗里尔斯 | 尼克·霍恩比 | 2019年5月10日       | 2019年5月17日       | 待定                  |
| 路易斯和汤姆的最后一次婚姻咨商。 露易丝：“你想再喝一杯么？……让我们一醉方休。”                                                             |                                |                 |             |                     |                     |                       |

## 制作

### 开发
圣丹斯电视频道于2018年7月13日宣布预定制作一部10集长、每集约十分钟的电视喜剧，计划由尼克·霍恩比执笔编剧，斯蒂芬·弗里尔斯执导拍摄，并由英国跷跷板电影公司参与制作。霍恩比和弗里尔斯还将与跷跷板电影的杰米·劳伦森（Jamie Laurenson）、哈坎·科赛塔（Hakan Kousetta）、伊恩·坎宁以及埃米尔·谢尔曼一道，共同负责剧集的执行制作，并由艾米·杰克森（Amy Jackson）担任制片。

### 选角
《婚情咨商》正式宣布被预定时，确认将由裴淳华和克里斯·奥多德担纲主演。

### 拍摄
剧集主体拍摄计划于2018年夏天在英国伦敦进行。2018年中旬，剧组用时三个多星期在北伦敦一家离导演弗里尔斯住所不远的酒吧完成全部摄制工作。

## 发布

### 宣传
《婚情咨商》于2018年10月10日发布剧集首发照。

### 首映
剧集于2019年1月28日在2019年圣丹斯电影节上举行全球首映式。